# 梅爾·史陶德邁爾
梅爾文·里昂·史陶德邁爾一世（英語：Melvin Leon Stottlemyre Sr.，1941年11月13日—2019年1月13日），為美國職棒大聯盟的投手。11年職業生涯皆效力於紐約洋基。退休後他在大都會、太空人、洋基和紅襪擔任教練長達23年，而他也以教練身分拿下5座世界大賽冠軍。

## 職業生涯
大學時期，史陶德邁爾被洋基球探相中。而他在1961年6月10日與球隊簽約，並從新人聯盟起步。
1962年，他在小聯盟投出17勝9敗，防禦率2.50的成績。1963年，洋基隊將他升上3A。隔年他更是寫下聯盟最佳的單季防禦率—1.64。
1964年8月12日，史陶德邁爾登上大聯盟。他在那年拿下9勝3敗，幫助洋基隊連續5年闖進世界大賽。史陶德邁爾在世界大賽強碰紅雀王牌鮑勃·吉布森三次，他在第2場奪勝、第5場無關勝敗，卻在關鍵的第7場吞敗。
1965年，史陶德邁爾入選明星賽。該年他拿下20勝，18場完投。隔年他雖然再次入選明星賽，不過他卻以20敗成為聯盟敗投王。1968年和1969年，史陶德邁爾都拿下單季20勝。而他更是在1969年擔任明星賽先發投手。
史陶德邁爾在11年的職棒生涯期間拿下40場完封勝，這個數據和道奇隊的名人堂投手山迪·柯法斯一樣多。1975年球季開打前，洋基隊將史陶德邁爾釋出。爾後他宣布退休，生涯共拿下164勝139敗，防禦率2.97。
儘管是一位投手，不過史陶德邁爾也有不少精采的打擊表現。1964年9月26日，他單場敲出5支安打。1965年7月20日，他更是敲出場內滿貫全壘打。

## 紀念
美國華盛頓州的麥布頓市長，將1964年10月12日這天定為「史陶德邁爾紀念日」。2012年，他入選華盛頓州立美國棒球名人堂。2015年，洋基隊在主場後方的紀念碑公園放置了一塊史陶德邁爾的匾額。

## 個人生活
結婚之後，史陶德邁爾和他妻子定居在華盛頓州的伊瑟闊。他一共有3個兒子小梅爾、陶德和傑森。除了傑森在11歲因白血病去世外，另外兩位後來也都登上大聯盟。其中陶德更是幫助藍鳥隊在1992年和1993年奪冠的成員之一。
2000年，史陶德邁爾罹患多發性骨髓瘤。後來他在2011年疾病復發。最後他在2019年1月13日去世，享年77歲。為了紀念史陶德邁爾，洋基隊整年球季都在球衣衣袖上貼上黑色臂章。

## 外部連結
- 球員資訊和成績在MLB ，ESPN ，Retrosheet ，Baseball Reference ，Baseball Reference (Minors) ，Fangraphs ，The Baseball Cube （英文）